# 伊瓦什基夫卡 (戈羅德尼亞區)
51°41′59″N 31°26′13″E / 51.69972°N 31.43694°E
伊瓦什基夫卡（烏克蘭語：Івашківка），是烏克蘭北部的村莊，隸屬切爾尼希夫州的切爾尼希夫區。該村始建於1638年，面積11.4平方公里，海拔高度123米，2006年人口1,500，人口密度每平方公里76.61人。